# Czechy (Ukraina)
Czechy (ukr. Чехи) – wieś na Ukrainie, w obwodzie chmielnickim, w rejonie starosieniawskim. W 2001 roku liczyła 257 mieszkańców.